# Grande Prêmio da Grã-Bretanha de 1967
Resultados do Grande Prêmio da Grã-Bretanha de Fórmula 1 realizado em Silverstone em 15 de julho de 1967. Sexta etapa da temporada, a prova foi vencida pelo britânico Jim Clark, da Lotus-Ford.

## Classificação da prova
| Pos. | Nº | Piloto          | Construtor      | Voltas | Tempo/Diferença | Grid | Pontos |
| ---- | -- | --------------- | --------------- | ------ | --------------- | ---- | ------ |
| 1    | 5  | Jim Clark       | Lotus-Ford      | 80     | 1:59:25.6       | 1    | 9      |
| 2    | 2  | Denny Hulme     | Brabham-Repco   | 80     | + 12.8          | 4    | 6      |
| 3    | 8  | Chris Amon      | Ferrari         | 80     | + 16.6          | 6    | 4      |
| 4    | 1  | Jack Brabham    | Brabham-Repco   | 80     | + 21.8          | 3    | 3      |
| 5    | 12 | Pedro Rodríguez | Cooper-Maserati | 79     | + 1 volta       | 9    | 2      |
| 6    | 7  | John Surtees    | Honda           | 78     | + 2 voltas      | 7    | 1      |
| 7    | 15 | Chris Irwin     | BRM             | 77     | + 3 voltas      | 13   |        |
| 8    | 20 | David Hobbs     | BRM             | 77     | + 3 voltas      | 14   |        |
| 9    | 14 | Alan Rees       | Cooper-Maserati | 76     | + 4 voltas      | 15   |        |
| 10   | 18 | Guy Ligier      | Brabham-Repco   | 76     | + 4 voltas      | 21   |        |
| Ret  | 19 | Bob Anderson    | Brabham-Climax  | 67     | Motor           | 17   |        |
| Ret  | 6  | Graham Hill     | Lotus-Ford      | 64     | Suspensão       | 2    |        |
| Ret  | 4  | Mike Spence     | BRM             | 44     | Ignição         | 11   |        |
| Ret  | 9  | Dan Gurney      | Eagle-Weslake   | 34     | Embreagem       | 5    |        |
| Ret  | 22 | Silvio Moser    | Cooper-ATS      | 29     | Pressão do óleo | 20   |        |
| Ret  | 11 | Jochen Rindt    | Cooper-Maserati | 26     | Motor           | 8    |        |
| Ret  | 3  | Jackie Stewart  | BRM             | 20     | Transmissão     | 12   |        |
| Ret  | 10 | Bruce McLaren   | Eagle-Weslake   | 14     | Motor           | 10   |        |
| Ret  | 17 | Jo Siffert      | Cooper-Maserati | 10     | Motor           | 18   |        |
| Ret  | 23 | Jo Bonnier      | Cooper-Maserati | 0      | Motor           | 9    |        |
| DNS  | 16 | Piers Courage   | BRM             | 0      | Não largou      |      |        |

## Tabela do campeonato após a corrida
|   | Pos. | Piloto          | Pontos |
| - | ---- | --------------- | ------ |
|   | 1    | Denny Hulme     | 28     |
| 3 | 2    | Jim Clark       | 19     |
| 1 | 3    | Jack Brabham    | 19     |
|   | 4    | Chris Amon      | 15     |
| 2 | 5    | Pedro Rodríguez | 14     |

|   | Pos. | Construtor      | Pontos |
| - | ---- | --------------- | ------ |
|   | 1    | Brabham-Repco   | 33     |
| 3 | 2    | Lotus-Ford      | 19     |
| 1 | 3    | Cooper-Maserati | 19     |
|   | 4    | Ferrari         | 15     |
| 2 | 5    | BRM             | 11     |

- Nota: Somente as primeiras cinco posições estão listadas. Cada piloto computaria cinco de seis resultados na primeira metade do campeonato e quatro de cinco na segunda metade. Neste ponto esclarecemos: na tabela dos construtores figurava somente o melhor colocado dentre os carros de um time.